# Ministère de l'Industrie et du Commerce (Tchéquie)
Pour les articles homonymes, voir Ministère de l'Industrie.
Le ministère de l'Industrie et du Commerce (en tchèque : Ministerstvo průmyslu a obchodu) est le département ministériel chargé de l'industrie, de l'énergie, du commerce intérieur et extérieur, des investissements, de la consommation, des entreprises, de la technologie, de la recherche industrielle et des communications en Tchéquie.
Il est dirigé depuis le 8 octobre 2024 par Lukáš Vlček.

## Liste des ministres
| Nom | Nom | Nom                        | Mandat                                                         | Parti    | Gouvernement(s)       |
| --- | --- | -------------------------- | -------------------------------------------------------------- | -------- | --------------------- |
|     |     | Vladimír Dlouhý            | 2 juillet 1992 - 2 juin 1997 (4 ans et 11 mois)                | ODA      | Klaus I et II         |
|     |     | Karel Kühnl                | 3 juin 1997 - 22 juillet 1998 (1 an, 1 mois et 20 jours)       | ODA      | Klaus II Tošovský     |
|     |     | Miroslav Grégr             | 22 juillet 1998 - 15 juillet 2002 (3 ans, 11 mois et 23 jours) | ČSSD     | Zeman                 |
|     |     | Jiří Rusnok                | 15 juillet 2002 - 19 mars 2003 (8 mois et 4 jours)             | ČSSD     | Špidla                |
|     |     | Milan Urban                | 19 mars 2003 - 4 septembre 2006 (3 ans, 5 mois et 16 jours)    | ČSSD     | Špidla Gross Paroubek |
|     |     | Martin Říman               | 4 septembre 2006 - 8 mai 2009 (2 ans, 8 mois et 4 jours)       | ODS      | Topolánek I et II     |
|     |     | Vladimír Tošovský          | 8 mai 2009 - 13 juillet 2010 (1 an, 2 mois et 5 jours)         | Sans     | Fischer               |
|     |     | Martin Kocourek            | 13 juillet 2010 - 14 novembre 2011 (1 an, 4 mois et 1 jour)    | ODS      | Nečas                 |
|     |     | Martin Kuba                | 16 novembre 2011 - 10 juillet 2013 (1 an, 8 mois et 4 jours)   | ODS      | Nečas                 |
|     |     | Jiří Cieńciała             | 10 juillet 2013 - 29 janvier 2014 (6 mois et 19 jours)         | Sans     | Rusnok                |
|     |     | Jan Mládek                 | 29 janvier 2014 - 28 février 2017 (3 ans et 30 jours)          | ČSSD     | Sobotka               |
|     |     | Bohuslav Sobotka (intérim) | 28 février - 4 avril 2017 (1 mois et 7 jours)                  | ČSSD     | Sobotka               |
|     |     | Jiří Havlíček              | 4 avril - 13 décembre 2017 (8 mois et 9 jours)                 | ČSSD     | Sobotka               |
|     |     | Tomáš Hüner                | 13 décembre 2017 - 27 juin 2018 (6 mois et 14 jours)           | Sans     | Babiš I               |
|     |     | Marta Nováková             | 27 juin 2018 - 30 avril 2019 (10 mois et 3 jours)              | Sans     | Babiš II              |
|     |     | Karel Havlíček             | 30 avril 2019 – 17 décembre 2021 (2 ans, 7 mois et 17 jours)   | ANO 2011 | Babiš II              |
|     |     | Jozef Síkela               | 17 décembre 2021 – 8 octobre 2024 (2 ans, 9 mois et 21 jours)  | Sans     | Fiala                 |
|     |     | Lukáš Vlček                | Depuis le 8 octobre 2024 (5 mois et 6 jours)                   | STAN     | Fiala                 |